# Euglossa stellfeldi
Euglossa stellfeldi är en biart som beskrevs av Jesus Santiago Moure 1947. Euglossa stellfeldi ingår i släktet Euglossa, tribus orkidébin, och familjen långtungebin. Inga underarter finns listade.